# Freie-Elektronen-Laser

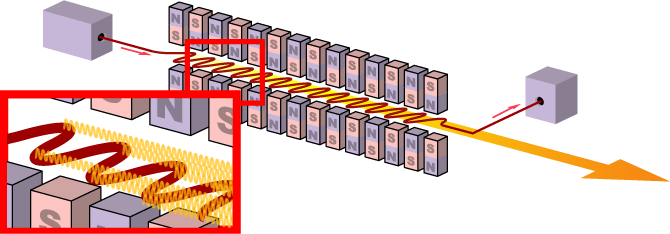
Funktionsprinzip des Freie-Elektronen-Lasers. Der Elektronenstrahl wird in einem Teilchenbeschleuniger erzeugt und durchläuft den planaren Undulator auf einer periodischen Bahn (rot). Durch die transversale Bewegung wird der Röntgenstrahl (orange) erzeugt.

Ein Freie-Elektronen-Laser (engl.: free-electron laser, kurz FEL) ist eine Strahlungsquelle, die Synchrotronstrahlung mit sehr hoher Brillanz erzeugt. Da freie Elektronen keine festen Energieniveaus besitzen, ist die emittierte Strahlung kontinuierlich durchstimmbar. Derzeit (2017) sind Wellenlängen bis unter 1 Ångström möglich.
Der FEL wird wegen der Kohärenz dieser Strahlung und der Abhängigkeit der Verstärkung von der vorhandenen Photonenanzahl als Laser bezeichnet. Im Gegensatz zu konventionellen Lasern besitzt er jedoch kein laseraktives Medium, in dem Besetzungsinversion herrscht. Daher findet auch keine stimulierte Emission statt.
Zentrale Komponenten eines FEL sind die Elektronenquelle, in der Regel ein Hochenergie-Teilchenbeschleuniger, und ein Wechselwirkungsbereich, in dem ein Teil der Bewegungsenergie der Elektronen in Photonen umgesetzt wird. Das geschieht gewöhnlich durch ein alternierendes Magnetfeld (Undulator), das die Elektronen in eine transversale Bewegung zwingt, bei der Synchrotronstrahlung emittiert wird. Die Photonenerzeugung kann jedoch auch durch einen Hohlleiter induziert werden, der mit einem Dielektrikum beschichtet ist (Tscherenkow-FEL). Im weitesten Sinne können auch die ersten kohärenten Strahlungsquellen, Wanderfeldröhren und Magnetrons, als Freie-Elektronen-Laser aufgefasst werden. Im Weiteren wird die Funktion eines FEL erläutert, der einen Undulator zur Strahlungserzeugung verwendet.
Der FEL wurde Anfang der 1970er Jahre durch John Madey an der Stanford University erfunden und ein Prototyp gebaut.

## Aufbau und Funktionsweise
Der schematische Aufbau ist in der obigen Skizze gezeigt. Ein Elektronenpaket wird in einem oder mehreren Beschleunigern auf relativistische Geschwindigkeit beschleunigt und anschließend in einen Undulator geleitet. Durch die sinusförmige Bewegung der Elektronen und durch die damit verbundene Kreisbeschleunigung werden hochenergetische Photonen emittiert, die als Synchrotronstrahlung bezeichnet werden.
Für eine hohe Brillanz der emittierten Strahlung müssen die Elektronen im Teilchenpaket eine möglichst geringe Energiestreuung, eine kleine Emittanz und einen hohen Spitzenstrom besitzen. Ein solches Elektronenpaket zu erzeugen ist komplex, da aufgrund der gegenseitigen Coulomb-Abstoßung der Elektronen ein Teilchenpaket mit dem benötigten Spitzenstrom nicht direkt in der Teilchenquelle des Beschleunigers generiert werden kann. Stattdessen wird zunächst ein Elektronenpaket mit kleinem Strom erzeugt, welches sofort auf ultrarelativistische Energien beschleunigt wird, um dann longitudinal komprimiert zu werden. Diese Kompression verkürzt das Elektronenpaket und erhöht im gleichen Maße den Spitzenstrom, was aufgrund der durch relativistische Effekte jetzt stark reduzierten Coulombabstoßung möglich ist. Bei Bedarf wird diese Abfolge aus Beschleunigung und Kompression mehrfach wiederholt (bis zu dreimal bei Röntgen-FELs), was Freie-Elektronen-Laser zu einer aufwändigen und teuren Anlage macht. Bei FLASH z. B. wird das Elektronenpaket vor der ersten Kompression zunächst auf 145 MeV beschleunigt, wird dann auf ca. 450 MeV weiter beschleunigt und nochmals komprimiert. Abschließend wird der jetzt fertig komprimierte Strahl auf die Endenergie (maximal rund 1,2 GeV) beschleunigt.
Im Undulator wird der Elektronenstrahl durch alternierend angeordnete Magnete in eine periodische transversale Bewegung versetzt (engl. to undulate), wobei die Elektronen Synchrotronstrahlung emittieren. Die Wellenlänge {\displaystyle \lambda _{r}} des emittierten Lichts ist gegeben durch 
{\displaystyle \lambda _{r}={\frac {\lambda _{u}}{2\gamma ^{2}}}\left(1+{\frac {K^{2}}{2}}\right)},
mit {\displaystyle \lambda _{u}} der Periode des Undulators, dem Lorentzfaktor {\displaystyle \gamma } und dem sog. dimensionslosen Undulator-Parameter {\displaystyle K}.
Dieser ist gegeben durch
{\displaystyle K={\frac {eB_{0}\lambda _{u}}{2\pi m_{e}c}}\approx 0.93B_{0}[\mathrm {T} ]\lambda _{u}[\mathrm {cm} ]},
mit dem Magnetfeld des Undulators {\displaystyle B_{0}} und berücksichtigt, dass die Elektronengeschwindigeit längs des Undulators und somit die beiden {\displaystyle \gamma }  während Durchlaufen des Undulators  abnehmen. Der Faktor  {\displaystyle 1/2\gamma ^{2}} entsteht durch das Zusammenspiel zweier relativistischer Effekte. Zum einen sieht das Elektron eine um  {\displaystyle \gamma ^{-1}} lorentzkontrahierte Undulatorperiode, zum anderen wird das abgestrahlte Licht im Laborsystem um näherungsweise {\displaystyle (2\gamma )^{-1}} dopplerverschoben.
Die Frequenz der ausgestrahlten Strahlung beträgt mit Berücksichtigung des Korrekturfaktors
{\displaystyle f_{r}={\frac {c}{\lambda _{r}}}={\frac {c}{\lambda _{u}}}\gamma \cdot {\frac {\sqrt {1-\beta ^{2}}}{1-\beta ^{2}\cos {\theta }}}},
wobei {\displaystyle \beta =v/c}  ist und {\displaystyle \gamma } die Lorentzkontraktion berücksichtigt. Der letzte Faktor beschreibt den relativistischen Dopplereffekt einer Dipolstrahlung in Richtung von {\displaystyle \theta }. Aufgrund der relativistischen  Elektronengeschwindigkeit ist die emittierte Strahlung nahezu vollständig vorwärts entlang der Elektronenbahn gerichtet, d. h. die Dipolabstrahlcharakteristik der oszillierenden Elektronen erscheint im ruhenden System nadelförmig, weshalb {\displaystyle \theta \to 0} bzw. {\displaystyle \cos(\theta )\to 1} angenommen werden kann.  Erweitert man obigen Ausdruck mit {\displaystyle {\sqrt {1+\beta \,}}}, erhält man einen Faktor {\displaystyle {\displaystyle {1+\beta }}} im Zähler, der mit {\displaystyle v\approx c} zu 2 wird. Alles andere kann als {\displaystyle \gamma } geschrieben werden, was zusätzlich einen relativistischen Faktor von {\displaystyle 2\gamma } ergibt.
Beim FEL wird der Undulator sehr lang gebaut, so dass es zu einer Wechselwirkung zwischen der emittierten Strahlung und dem Elektronenpaket kommt. Das Elektronenpaket wird durch Wechselwirkung mit der erzeugten Strahlung mikrostrukturiert, das heißt in dünne Scheiben unterteilt, die senkrecht zur Flugrichtung ausgerichtet sind. Der Abstand dieser Scheiben ist gleich der Wellenlänge, so dass alle Elektronen in dem Paket gleichzeitig kohärent emittieren können.  Durch die phasenrichtige Emission der Strahlung addieren sich die Amplituden der einzeln erzeugten Wellen und nicht die Intensitäten, wie es bei zufälliger, nicht phasenrichtig emittierter Strahlung der Fall wäre. Die Folge ist, dass die Intensität der emittierten Strahlung beim FEL proportional zum Quadrat der Anzahl der emittierenden Elektronen steigt und nicht mehr linear. Dadurch wird kohärente Strahlung hoher Brillanz erzeugt.
Freie Elektronen können mit Photonen nicht wechselwirken, da  Energie- und Impulserhaltung  nicht simultan erfüllt werden können. Beim FEL kann dennoch ein Energietransfer durch Phasenanpassung stattfinden, was klassisch betrachtet werden kann. Als Transversalwelle hat die längs zum Undulator propagierende Strahlung  eine elektrische Feldstärke  parallel zur Oszillationsbewegung der Elektronen. Diese spüren eine Kraft, die proportional zur Feldstärke ist, wodurch ihre Geschwindigkeit in Oszillationsrichtung beeinflusst wird. Obwohl sich die Elektronen ein bisschen langsamer als das Laserlicht längs im Resonator bewegen, ist eine Wechselwirkung möglich: Haben die Elektronen eine Undulatorperiode durchlaufen, "hinken" sie eine optische Wellenlänge hinterher. Dadurch wirkt auf das Elektron stets die E-Feldes Komponente, welche es auf seiner periodischen Bahn abbremst oder beschleunigt. Dies bewirkt, bedingt durch die Bewegung im Magnetfeld, eine Veränderung der ursprünglichen longitudinalen Geschwindigkeit. Die Abbremsung bzw. Beschleunigung   hängt von der Phasenlage zwischen Ladungsträger und elektromagnetischer Welle ab, weshalb manche Elektronen abgebremst werden und manche beschleunigt, wodurch sich die Ladungsträger gruppieren und somit kohärent abstrahlen können. Da je nach Phase ein Energietransfer vom Elektron zur Strahlung (Verstärkung) oder andersrum (Absorption) stattfinden kann, sind die Elektronen zwar gruppiert, allerdings kann keine Nettoleistung übertragen werden.  In der Praxis kann man die Bedingung Verstärkung > Verluste dadurch erzielen, indem man die kinetische Energie des Elektrons entlang seiner Ausbreitungsrichtung im Undulator leicht erhöht.
Die Wellenlänge eines FEL kann durchgestimmt werden, indem die Energie der Elektronen oder das Magnetfeld des Undulators variiert werden, wobei der Durchstimmbereich prinzipiell nicht begrenzt ist. Allerdings begrenzen technische Faktoren wie die verfügbaren Elektronenenergien und der Abstimmbereich des Undulatormagnetfeldes den Durchstimmbereich.

## Verbreitung
2006 gab es weltweit 21 Freie-Elektronen-Laser, 15 weitere Anlagen befanden sich in Bau oder Planung. Freie-Elektronen-Laser decken prinzipiell große Teile des spektralen Bereichs ab, sind aber auf einen bestimmten Bereich optimiert. So arbeitet der Particle Physics Lab FEL in Dubna im Millimeterbereich, der FLASH (free-electron laser in Hamburg) am DESY im UV-Bereich (4,12 bis 30 nm). Die derzeit kurzwelligste Strahlung wird am European XFEL (X-ray FEL) emittiert, dessen Injektor sich ebenfalls am DESY in Hamburg befindet. Er erreicht eine Wellenlänge von 0,05 nm. Die Röntgenblitze des European XFEL sind so kurzwellig, dass selbst atomare Details erkennbar werden.

## Militärische Verwendung
FEL-Technologie wurde von der US Navy als Kandidat zur Flugabwehr evaluiert. Bedeutende Fortschritte konnten bei der Anhebung der Leistung erzielt werden (der FEL der Thomas Jefferson National Accelerator Facility konnte über 14 kW Leistung demonstrieren) und es erscheint nun auch möglich, kompakte Multi-Megawatt-FEL-Waffen zu bauen. Am 9. Juni 2009 erklärte das Office of Naval Research den Abschluss eines Vertrages mit Raytheon über den Bau eines experimentellen 100 kW-FEL. Am 18. März 2010 erklärte Boeing Directed Energy Systems die Fertigstellung eines speziellen Designs für den maritimen Einsatz. Die Vorstellung eines vollständigen Prototyps war für das Jahr 2018 terminiert.